# Naos

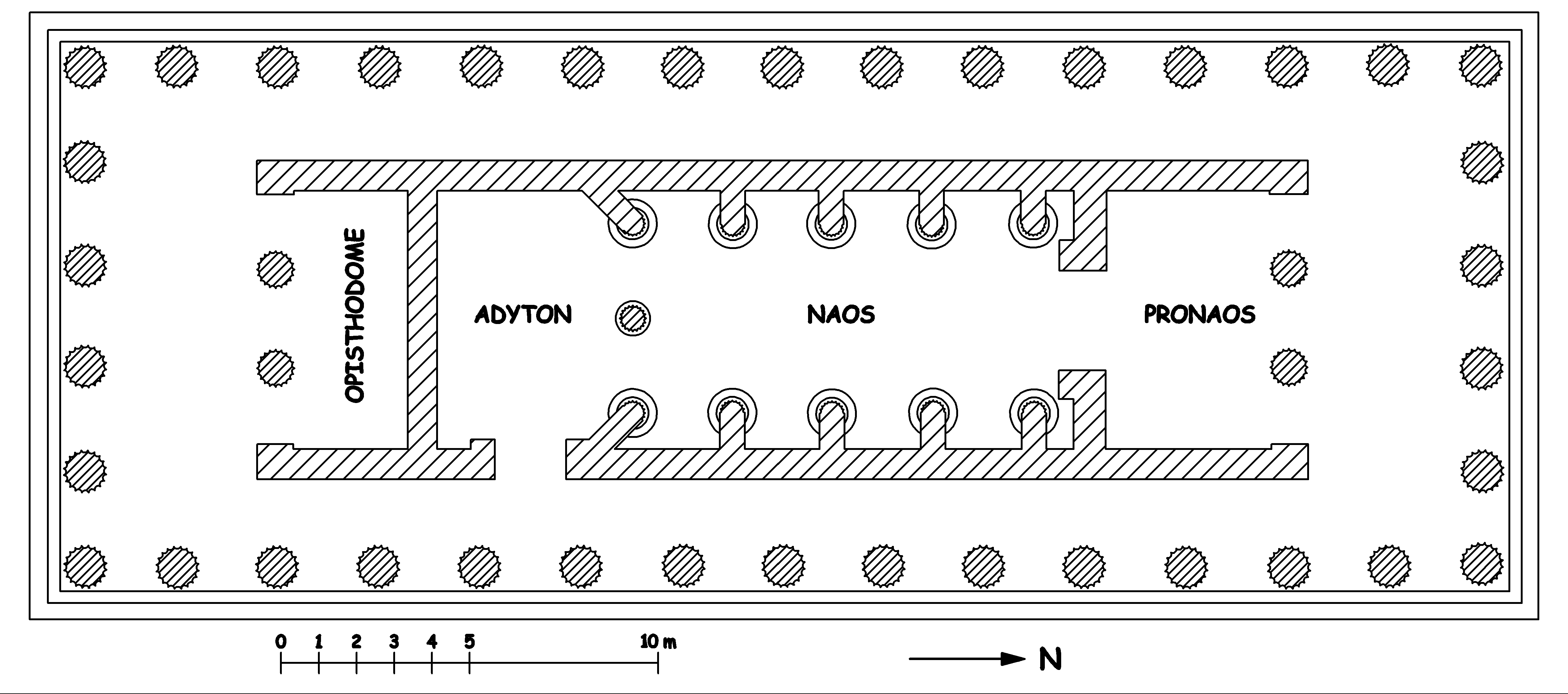
Exemple de naos del temple d'Apol·lo de Figalia

El naos és la sala més central dels temples de l'antic Egipte i de la Grècia Antiga, on solia exposar-se l'efígie de la divinitat.

## Antic Egipte
Tot bon faraó començava la construcció del sanctuari pel naos, després acabava la resta del monument, el que tenia lògica perquè en aquesta sala reposava la divinitat.
Cada temple albergava un naos, estança de l'element diví que contenia una estatueta amb la imatge del déu o de la deessa. Un únic home podia entrar en contacte amb el déu, el faraó.

## Grècia Antiga
En els temples grecs i romans la naos també es pot anomenar cel·la o santuari. Aquesta contenia l'estàtua del déu, a la qual el profà no accedia normalment; qui tenia cura del temple era el sacerdot. La cel·la podia estar constituïda d'una, dues o tres plantes. Era un espai reduït i sense finestres; es pensa que s'il·luminava amb llànties d'oli.